# Mydaea longiseta
Mydaea longiseta är en tvåvingeart som först beskrevs av Wulp 1896.  Mydaea longiseta ingår i släktet Mydaea och familjen husflugor. Inga underarter finns listade i Catalogue of Life.